# راک‌استار لندن
راک‌استار لندن لمیتد (انگلیسی: Rockstar London Limited) یک توسعه‌دهنده بازی ویدئویی بریتانیایی و از استودیوی راک‌استار گیمز مستقر در لندن است. این شرکت توسط مارک واشبروک در نوامبر ۲۰۰۵ در دفاتر انتشارات اروپایی راک‌استار گیمز در کینگز رود تأسیس شد. واش بروک در ژانویه ۲۰۱۱ شرکت را ترک کرد. در سال ۲۰۱۲، راک استار لندن در ساخت مکس پین ۳ همکاری داشت.

## بازی‌های توسعه‌داده‌شده
| سال  | عنوان                   | پلت‌فرم(ها) | توزیع‌کننده(ها) | یادداشت‌ها                                       |
| ---- | ----------------------- | --- | -------------- | ----------------------------------------------- |
| ۲۰۰۷ | تعقیب ۲                 | مایکروسافت ویندوز، پلی‌استیشن ۲، پلی‌استیشن همراه، وی                                                           | راک‌استار گیمز  | قبلاً توسط Rockstar Vienna توسعه داده شد.        |
| ۲۰۰۸ | باشگاه نیمه‌شب: لس آنجلس | پلی استیشن قابل حمل                                                                                           | راک‌استار گیمز  | —                                               |
| ۲۰۱۲ | مکس پین ۳               | مک‌اواس، مایکروسافت ویندوز، پلی‌استیشن ۳، ایکس‌باکس ۳۶۰                                                          | راک‌استار گیمز  | به عنوان قسمتی از راک‌استار گیمز توسعه داده شد   |
| ۲۰۱۳ | اتومبیل‌دزدی بزرگ ۵      | مایکروسافت ویندوز، پلی‌استیشن ۳، پلی‌استیشن ۴، پلی‌استیشن ۵، ایکس‌باکس ۳۶۰، اکس‌باکس وان، اکس‌باکس سری اکس و سری اس | راک‌استار گیمز  | توسعه حمایتی برای راک‌استار نورث                 |
| ۲۰۱۸ | رد دد ریدمپشن ۲         | مایکروسافت ویندوز، پلی‌استیشن ۴، گوگل استادیا، اکس‌باکس وان                                                     | راک‌استار گیمز  | به عنوان بخشی از استودیوی راک‌استار ساخته شده‌است |